# Vicente Besuijen
Vicente Andrés Felipe Federico Besuijen (* 10. April 2001 in Bogotá, Kolumbien) ist ein niederländischer Fußballspieler. Er steht beim schottischen Erstligisten FC Aberdeen unter Vertrag und war niederländischer Juniorennationalspieler.

## Karriere

### Verein
Der gebürtige Kolumbianer Vicente Besuijen wurde im Alter von drei Monaten von einer niederländischen Familie adoptiert und wuchs im rund 90.000 Einwohner zählenden Amstelveen, rund 10 Kilometer südlich vom Amsterdamer Stadtkern entfernt, auf. Er begann im nahegelegenen Aalsmeer mit dem Fußballspielen, bevor er zur RKSV Pancratius aus Badhoevedorp, südwestlich von Amsterdam gelegen, wechselte und dort auf den Bruder von Piet Keizer, einem ehemaligen Spieler von Ajax Amsterdam, traf. Später wechselte Besuijen schließlich in das Nachwuchsleistungszentrum von Ajax Amsterdam und als er die Amsterdamer verlassen musste, wurde der Zweitligist FC Volendam sein neuer Verein. Dort weckte er das Interesse ausländischer Vereine auf sich und stieg auch zum niederländischen Juniorennationalspieler auf. Nach einigen Jahren folgte ein Wechsel nach Italien zur AS Rom. Dort spielte Vicente Besuijen für verschiedene Nachwuchsmannschaften, ehe er 2020 in die Niederlande zurückkehrte. Sein neuer Verein wurde ADO Den Haag, wo er einen Vertrag mit einer Laufzeit bis 2023 erhielt. Sein Debüt in der Eredivisie gab Besuijen am 20. September 2020 beim 0:1 am 2. Spieltag gegen den FC Groningen. Er erkämpfte sich einen Stammplatz und kam in 30 Partien zum Einsatz – er stand in 23 von 30 Partien in der Startelf – und erzielte dabei 1 Tor und gab 3 Vorlagen, wobei er überwiegend auf den offensiven Außenbahnen eingesetzt wurde. ADO Den Haag stieg zum Saisonende aus der Eredivisie ab.
Im Januar 2022 wechselte Besuijen nach Schottland zum FC Aberdeen.
Am 31. Januar 2023 wechselte Besuijen als Leihspieler bis zum Saisonende mit Kaufoption zum Eredivisie-Klub Excelsior Rotterdam. Ein Jahr später wurde er an den FC Emmen verliehen. Nachdem Besuijen zwischenzeitlich mit Aberdeen den schottischen Pokal gewonnen hatte, wurde er ab Juli 2025 für sechs Monate nach Finnland zu HJK Helsinki verliehen.

### Nationalmannschaft
Vicente Besuijen absolvierte mindestens 1 Spiel für die niederländische U15-Nationalmannschaft sowie im Jahr 2017 7 Partien für die U16-Auswahl, wobei ihm für die U16 1 Tor gelang. In der Folgezeit lief er mindestens einmal für die U17-Nationalmannschaft der Niederlande auf und ab 2018 in 7 Spielen für die U18-Junioren. Seit 2019 spielte Besuijen in 5 Partien für die niederländische U19-Nationalmannschaft.
Im August 2021 wurde er von Erwin van de Looi für die niederländische U21-Nationalelf nominiert, als er in den vorläufigen Kader für das EM-Qualifikationsspiel gegen Moldawien berufen wurde. Er schaffte es allerdings nicht in den endgültigen Kader, folglich gehörte er beim 3:0-Sieg in Deventer nicht zur Mannschaft.